# Thundorf TG
| TG ist das Kürzel für den Kanton Thurgau in der Schweiz. Es wird verwendet, um Verwechslungen mit anderen Einträgen des Namens Thundorf zu vermeiden. |

Thundorf (im einheimischen Dialekt: [ˈtuəndɔ(ː)rfˑ] oder [ˈtuəndərəfˑ]) ist eine Ortschaft und eine politische Gemeinde im Bezirk Frauenfeld des Kantons Thurgau in der Schweiz.
1803 bis 1994 bildeten die Ortsgemeinden Lustdorf und Thundorf die Munizipalgemeinde Thundorf. 1995 vereinigten sich diese mit der von der Munizipalgemeinde Lommis abgetrennten Ortsgemeinde Wetzikon (TG) zur politischen Gemeinde Thundorf.

## Geographie

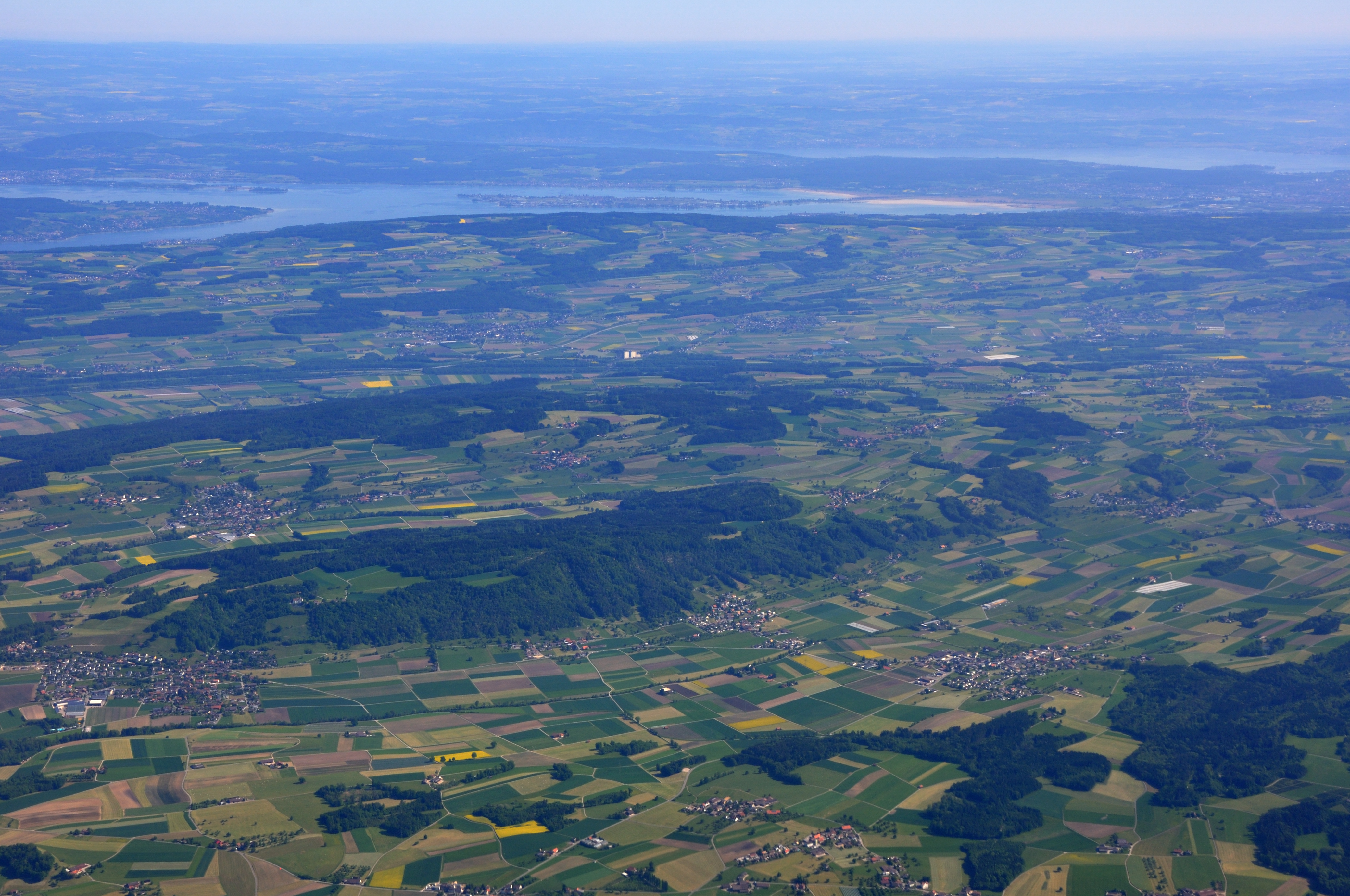
Luftbild von 2011

Das heutige Gemeindegebiet umfasst etwa das obere Thunbachtal mit den umgebenden, bewaldeten Anhöhen, die sich im Norden vom Stählibuck gegen Osten über das Grüt bis zum Wachtbühl oberhalb von Lustdorf ziehen, wogegen im Süden nur der Nordhang des Immenbergs und Wetzikon mit dem Holzacker zu Thundorf gehören.
Die Ortschaft Thundorf liegt auf etwa 550 Metern über dem Meeresspiegel nordwestlich der Einmündung des Lommisbachs in den Thunbach, dessen Tal sich hier in einem leichten Bogen nach Südwesten hin öffnet. Auf dem Boden der bis zur Vereinigung mit Lustdorf und Wetzikon bestehenden Ortsgemeinde Thundorf liegen ausserdem die Kirchensiedlung Kirchberg, Ufhofen und weitere Weiler.
Thundorf und Lustdorf sind von Frauenfeld, Tobel und Weinfelden her durch eine Postautolinie erschlossen.

## Geschichte

### Früh- und Hochmittelalter

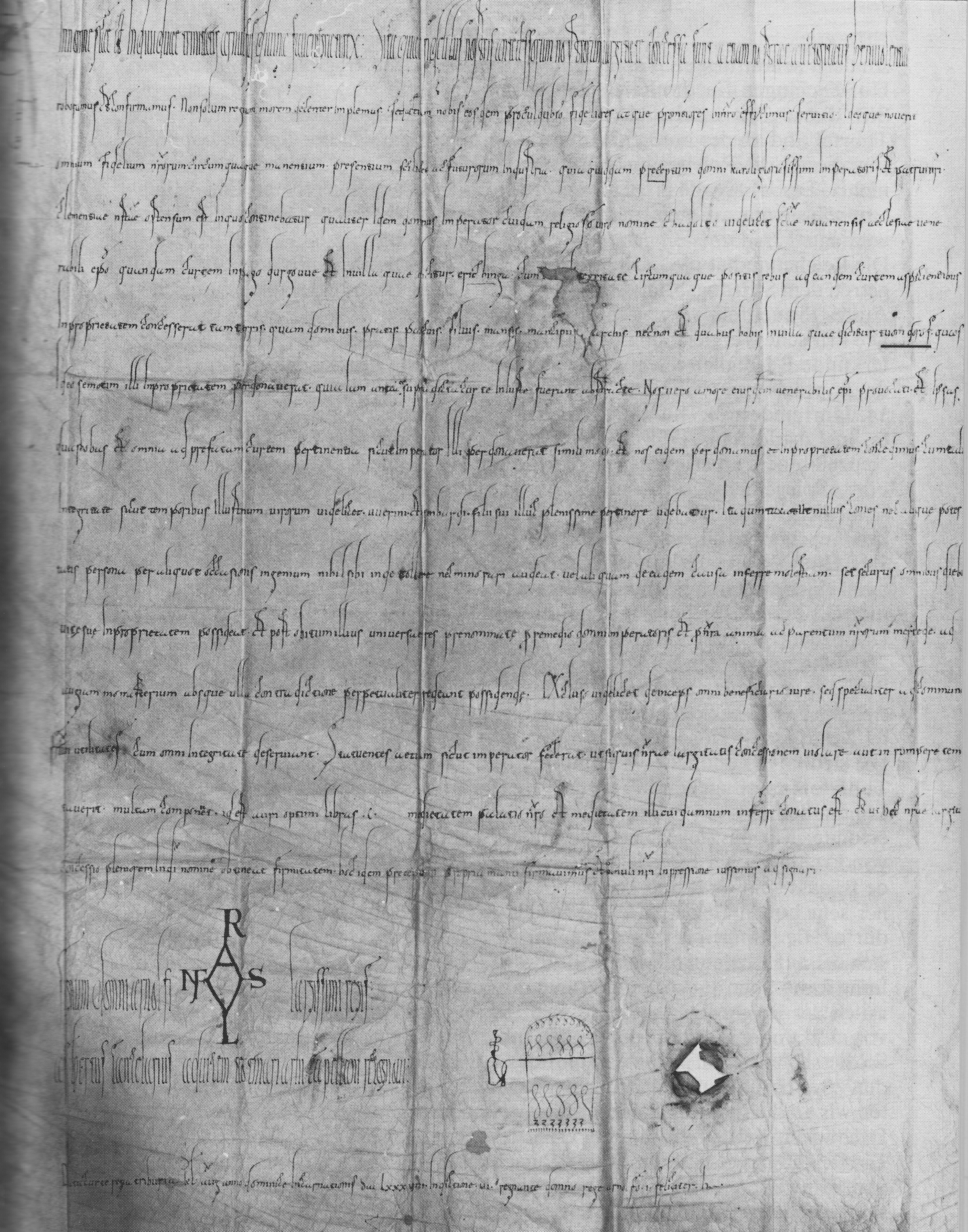
Schenkungsurkunde mit Erstbeleg von Thundorf.

Die erste Erwähnung Thundorfs findet sich in einer wahrscheinlich aus dem 11. oder 12. Jahrhundert stammenden, auf den 1. August 888 rückdatierten Urkunde (in villa, quae dicitur Tuomdorof), in der Arnolf von Kärnten die Schenkung des Hofs Erchingen mit den umliegenden Besitzungen ans Kloster Reichenau bestätigt. Beim Ortsnamen handelt es sich um eine Zusammensetzung aus dem althochdeutschen Personennamen Duomo/*Tuomo mit dem Grundworte dorf, das in alamannischen Siedlungsnamen sehr verbreitet ist und ‚Weiler, Hof, Dorf, Gut, Stadtviertel‘ bedeuten kann.
1093 und 1116 treten ein Immo von Thundorf und sein Sohn Lütold als Zeugen für Schenkungen ans Kloster Allerheiligen zu Schaffhausen auf. 1247 erscheint ein Neffe des Chorherrn Friedrich von Beromünster als stellensuchender Priester namens Rüdiger von Thundorf, der 1259, nun selbst Chorherr zu Heiligenberg bei Winterthur, Urkundenzeuge für das Kloster Töss ist.

### Spätmittelalter und Neuzeit bis 1798

#### Herrschaft und Rechtsordnung
Vogteirecht und Kehlhof zu Thundorf lagen 1361 als Lehen der Habsburger bei den Hofmeistern von Frauenfeld. Später wurde die Vogtei an die Herrschaft Weinfelden verpfändet und ging 1466 an Hans von Wängi über, der sie 1492 wieder auslöste. 1527 wurde die Gerichtsherrschaft Thundorf an Joachim vom Rappenstein verkauft und fortan gemeinsam mit der Herrschaft Wellenberg verwaltet, welche 1537 an die Herren von Ulm, 1669 dann zunächst an Heinrich Eschern und 1694 schliesslich an die Stadt Zürich gelangte, bei der sie bis zu ihrer Aufhebung 1798 blieb. Aus dem Jahr 1463 eine Offnung überliefert, in der die Zuständigkeit des Gerichts, die Gerichtstäge, verschiedene Strafbestimmungen, den Herren zuständige Abgaben und Dienste und ein Tavernenrecht festgeschrieben sind. Ab 1527 wurde die Offnung zum Teil an Wellenberger Rechtsnormen angeglichen. Seit dem späten 17. Jahrhundert ist daneben eine von den Einwohnern Thundorfs gegebene Gemeindeordnung belegt.

#### Kirche und Schule
Seit 1275 ist zu Thundorf ein Leutpriester bezeugt. Der Kirchensatz wurde nach dem Tod des hochverschuldeten Kaspar Hofmeisters 1486 versteigert und kam 1495 durch Kauf an die Gemeinde. 
1496 wurde die Kollatur durch die Pfarrei Thundorf-Kirchberg erworben.
Zwischen 1528 und 1530 wird die Reformation vollzogen. Für 1631 ist ein vom Pfarrer abgehaltener Schulunterricht bezeugt. Seit 1717 ist der Schulbesuch unentgeltlich. Das erste Schul- und Gemeindehaus stammt aus der Zeit um 1700 und wurde um 1805 vergrössert. 1844 wurde der klassizistische Neubau mit Türmchen südlich der Hauptstrasse bezogen. 

### Neuste Zeit

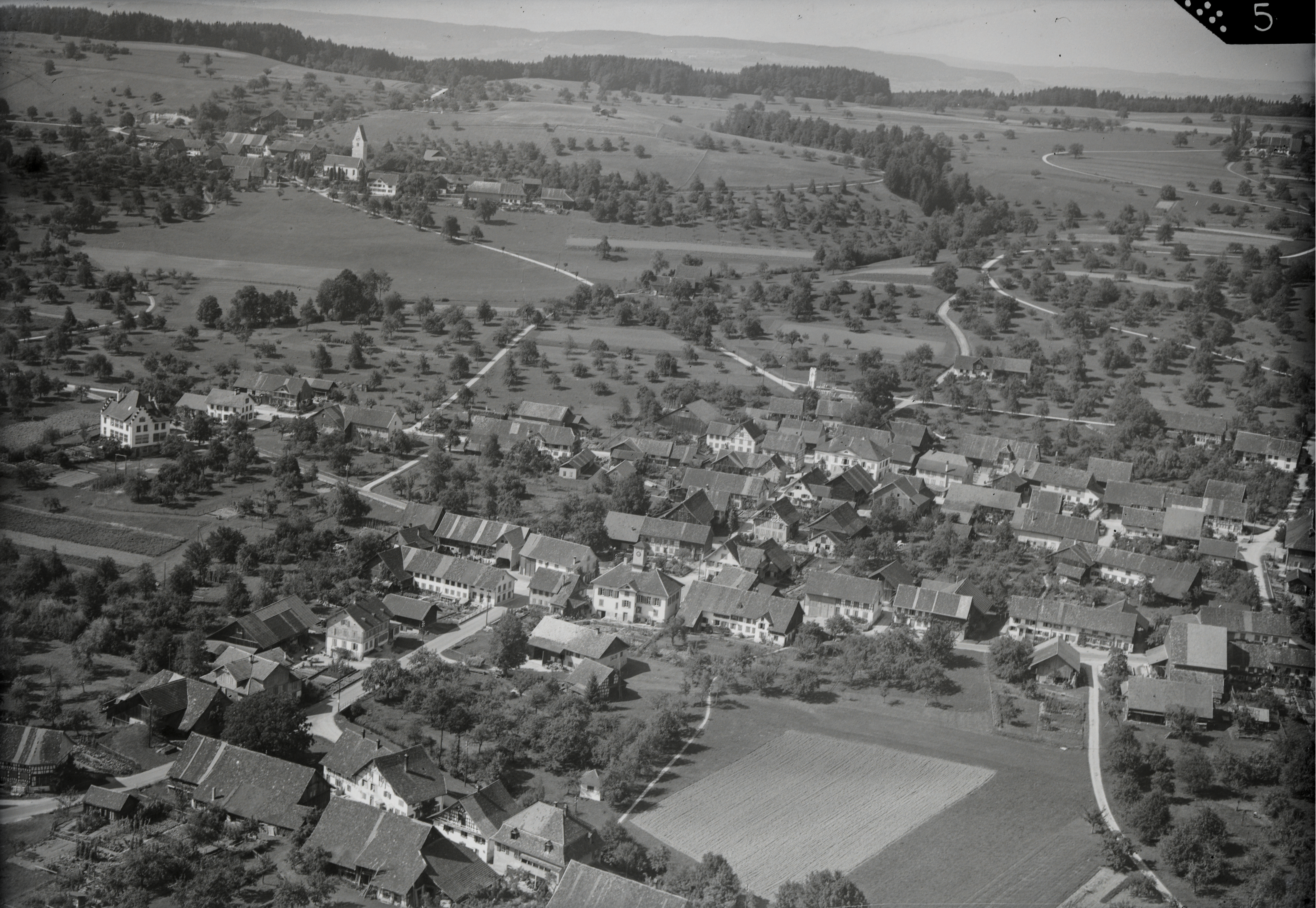
Thundorf im Jahr 1947

Nachdem in der Helvetik die Verwaltung Thundorfs zunächst einer Agentschaft zu Horrenwylen, seit 1800 zu Kirchberg übertragen war, bildete der Ort 1803 zusammen mit Lustdorf die neue Munizipalgemeinde Thundorf. Das Schloss Wellenberg mit seinen Gütern wurde 1873 von Thundorf abgetrennt und an die Gemeinde Wellhausen angeschlossen.
In Thundorf wurde neben Ackerbau vor allem auch Vieh- und Milchwirtschaft betrieben. In Aufhofen entstand 1900 die Käserei. Im 19. Jahrhundert existierte der Weinhandel Bachmann. Seit 1967 produziert die Fela AG in Thundorf Leiterplatten und seit 1999 Erfassungsgeräte für die leistungsabhängige Schwerverkehrsabgabe. Im 20. Jahrhundert wuchs die Gemeinde durch den Bau zahlreicher Wohnhäuser.
1995 entstand die heutige Gemeinde Thundorf durch die Vereinigung der drei Ortsgemeinden Thundorf, Lustdorf und Wetzikon, das von 1803 bis 1994 Teil der Munizipalgemeinde Lommis war.

## Wappen
Die erste Wappenbeschreibung aus dem Jahr 1840 lautet: „Ein Bach, die Thun und drei Sterne, die Ortschaften Thundorf, Kirchberg und Aufhofen darstellend.“ Die Anpassung an die gängigen heraldischen Regeln und die Festschreibung der Farben rot-weiss-rot führten zur heute gültigen Blasonierung:
In Rot ein weisser Balken begleitet von drei sechseckigen Sternen (2/1).
Der weisse Balken in Rot ist die Flagge Österreichs, das Kehlhof, Vogtei und Kirchensatz den Hofmeistern von Frauenfeld verliehen hatte. Die drei Sterne wurden von einem älteren Wappen übernommen.

## Bevölkerung
| Die zur Anzeige dieser Grafik verwendete Erweiterung wurde dauerhaft deaktiviert. Wir arbeiten aktuell daran, diese und weitere betroffene Grafiken auf ein neues Format umzustellen. (Mehr dazu) |

|                     | 1850  | 1900  | 1950  | 1990  | 2000   | 2010   | 2018   |
| ------------------- | ----- | ----- | ----- | ----- | ------ | ------ | ------ |
| Politische Gemeinde |       |       |       |       | 1190   | 1307   | 1436   |
| Munizipalgemeinde   | 553   | 793   | 721   | 851   |        |        |        |
| Ortsgemeinde        | 320   | 595   | 502   | 683   |        |        |        |
| Quelle              | [ 9 ] | [ 9 ] | [ 9 ] | [ 9 ] | [ 12 ] | [ 12 ] | [ 12 ] |

Von den insgesamt 1436 Einwohnern der Gemeinde Thundorf im Jahr 2018 waren 110 bzw. 7,7 % ausländische Staatsbürger. 806 (56,1 %) waren evangelisch-reformiert und 301 (20,10 %) römisch-katholisch. Die Ortschaft Thundorf zählte zu diesem Zeitpunkt 1086 Bewohner.

## Wirtschaft
Im Jahr 2016 bot Thundorf 276 Personen Arbeit (umgerechnet auf Vollzeitstellen). Davon waren 38,0 % in der Land- und Forstwirtschaft, 40,7 % in Industrie, Gewerbe und Bau sowie 21,2 % im Dienstleistungssektor tätig.

## Verwaltung
Die Gemeinde wird von einem siebenköpfigen Gemeinderat geführt.

## Bilder

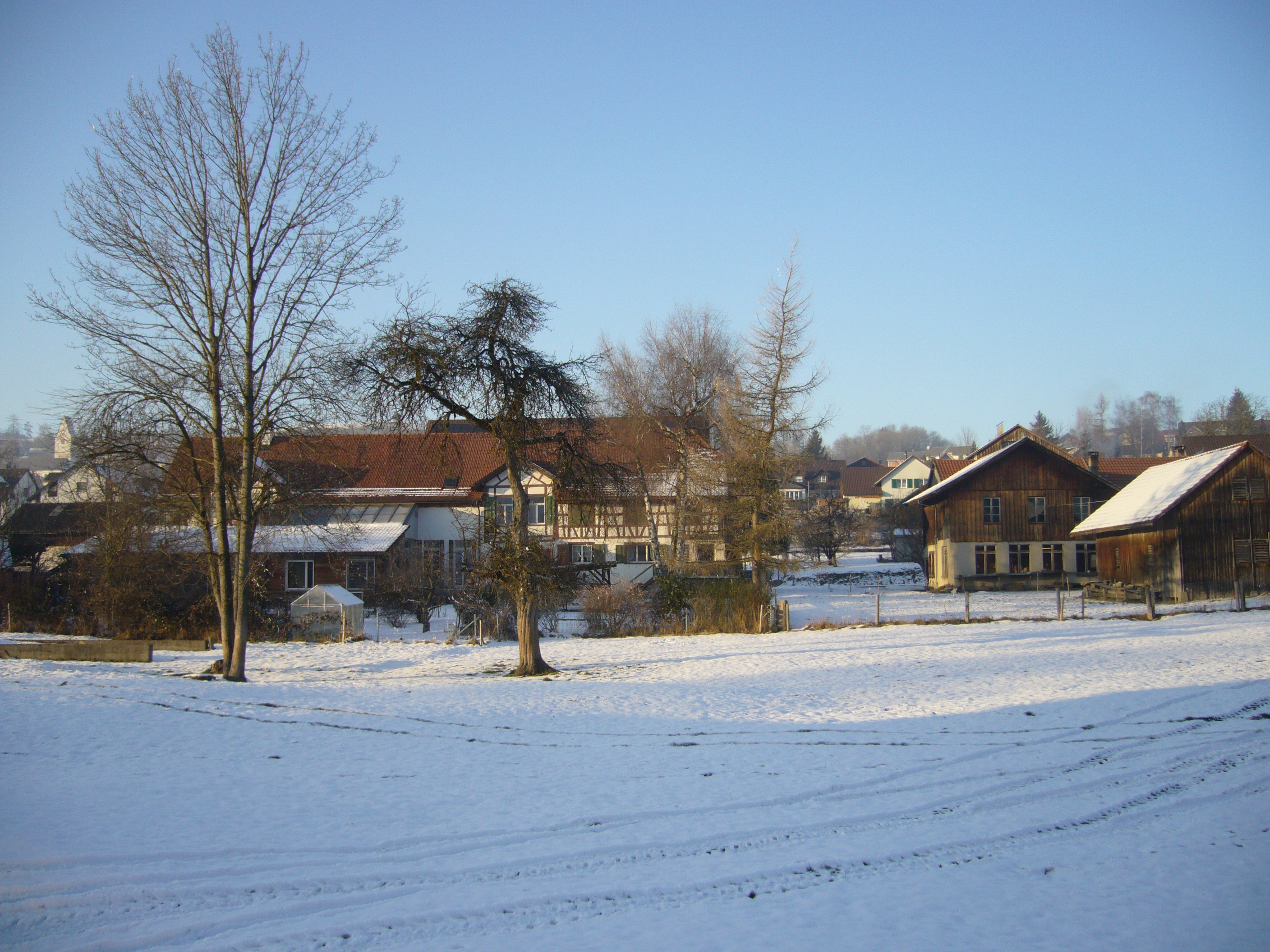
Blick von der Hauptstrasse durch Thundorf nach Nordnordwest
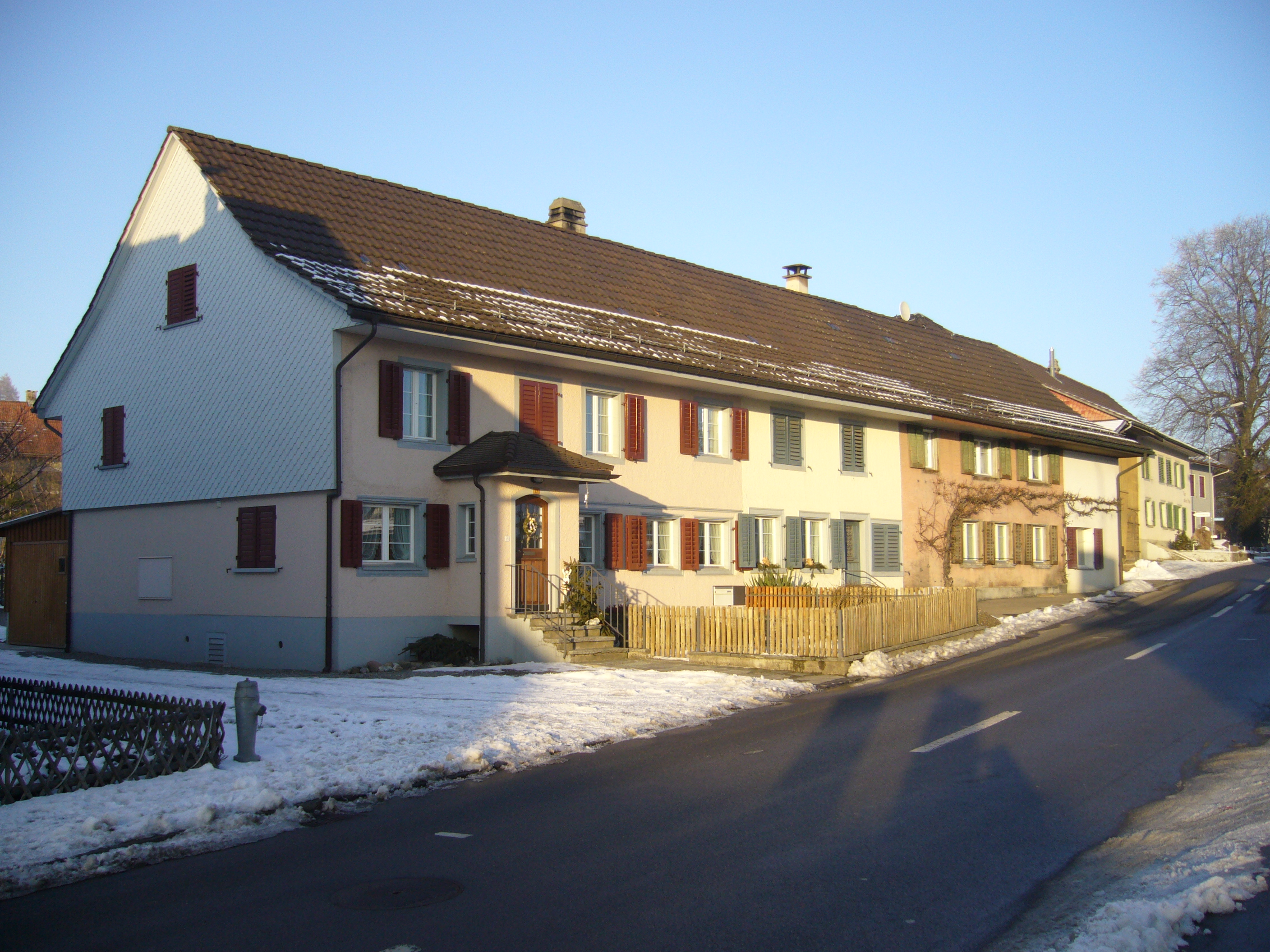
Wohnhäuser an der Hauptstrasse zu Thundorf
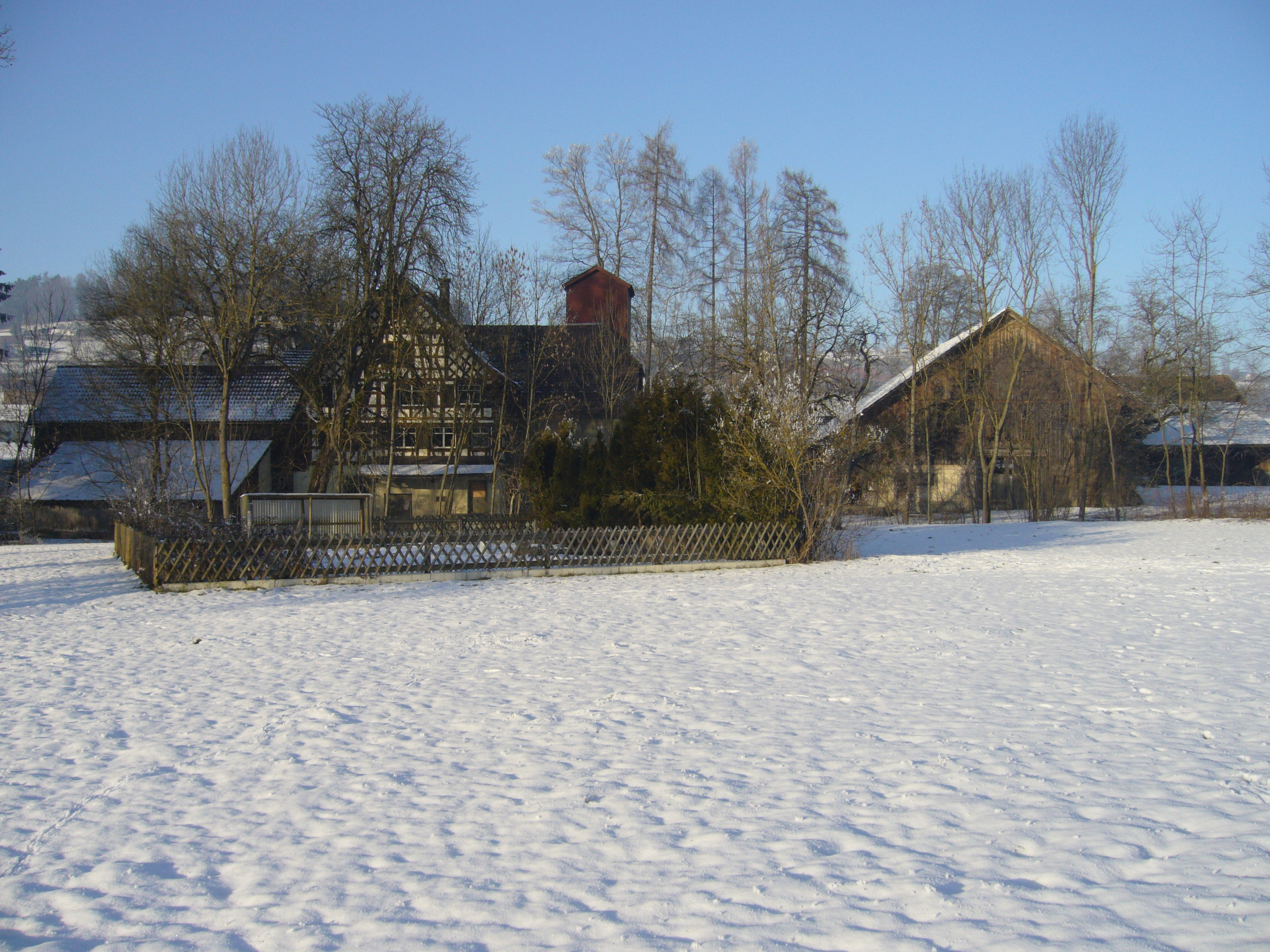
Dietlismueli
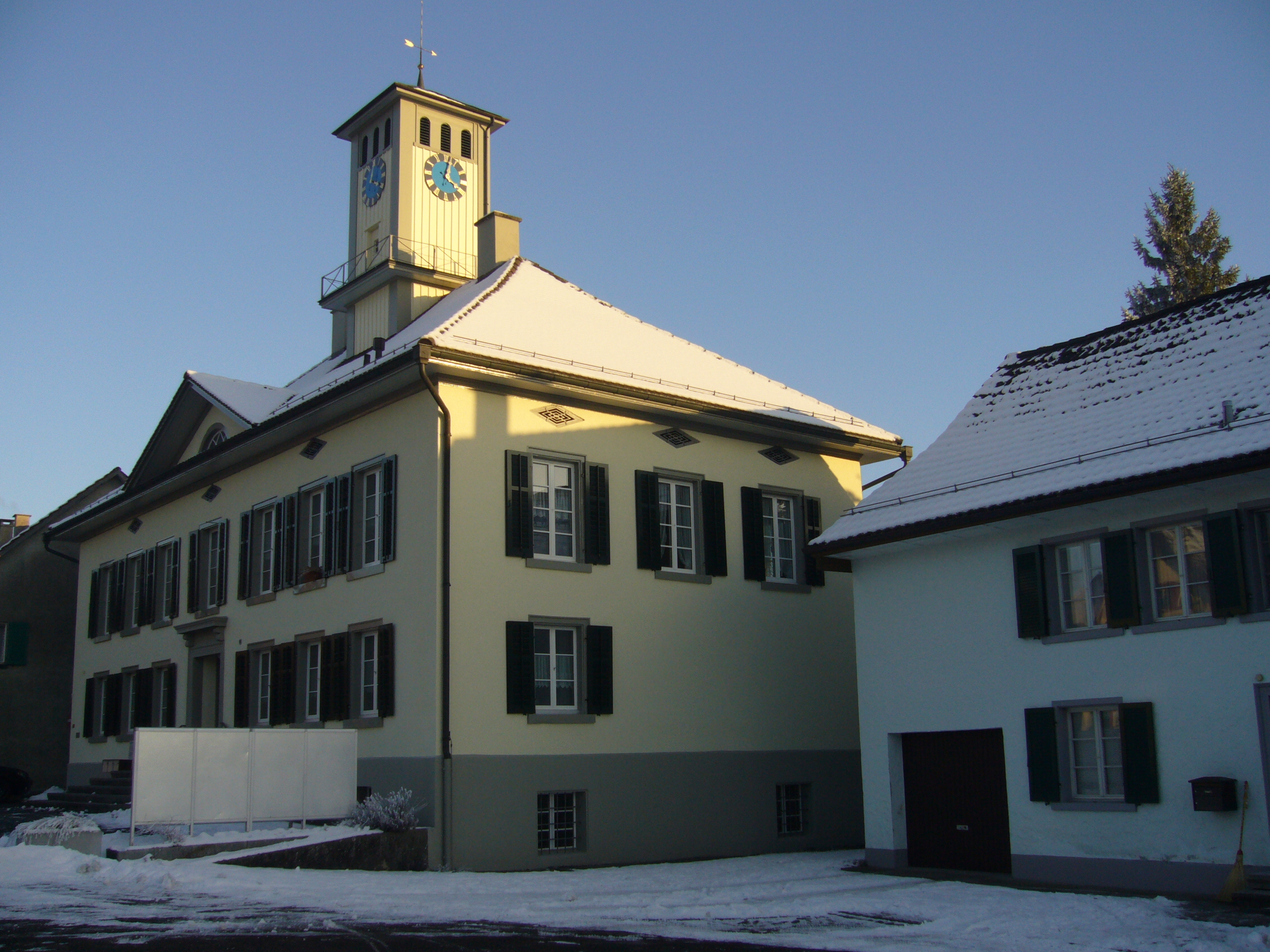
Gemeindehaus, erbaut 1842–1845 von Jakob Wellauern
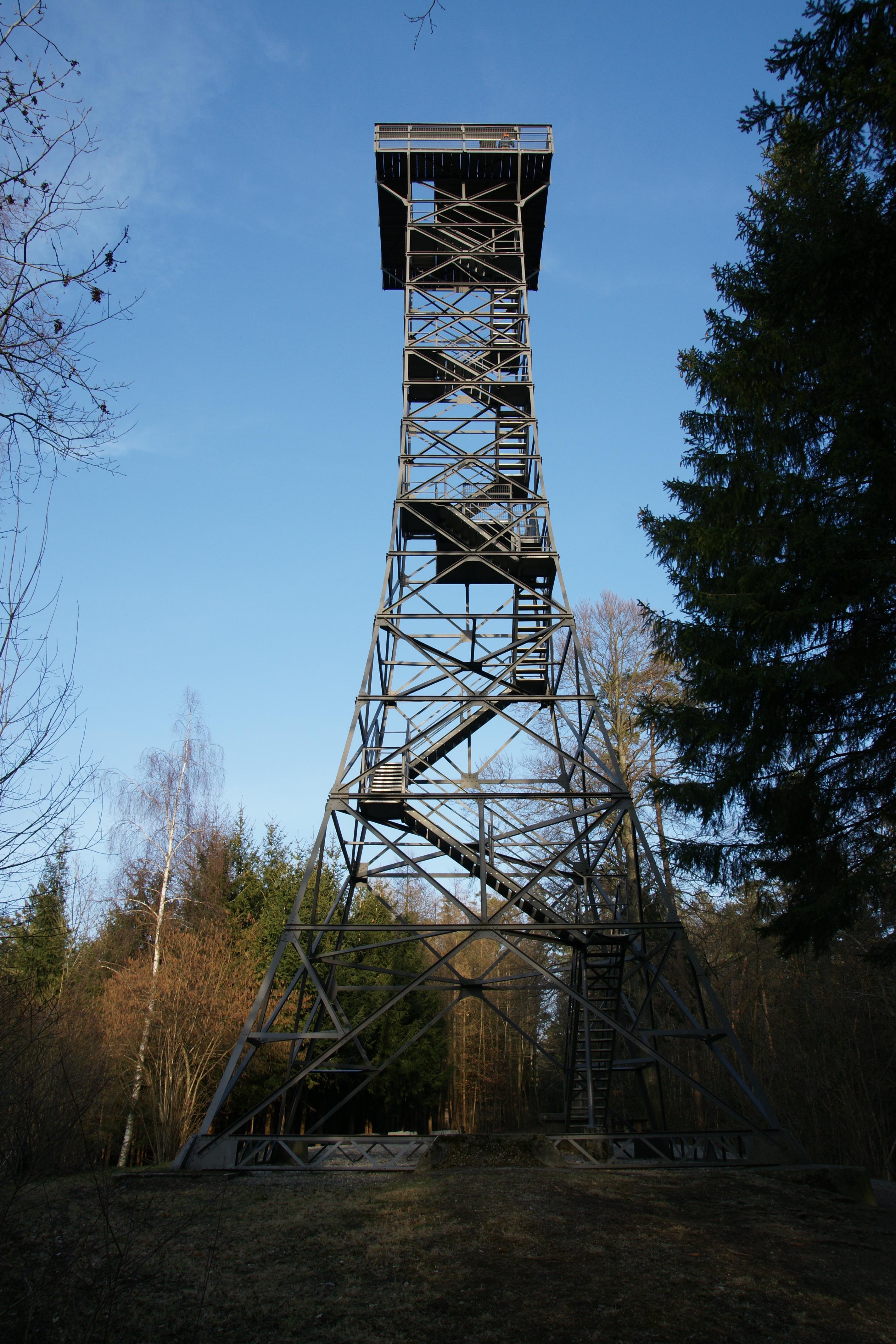
Der Stählibuckturm wurde 1908 erbaut.